# Cleșnești, Gorj
Cleșnești este un sat în comuna Glogova din județul Gorj, Oltenia, România.
Localitatea Cleșnești din județul Gorj este un sat aflat la poalele unui șir de dealuri împădurite, de-a lungul văii Motrului. Predomină casele țărănești tradiționale, specifice regiunii Oltenia.
 Acest articol despre o localitate din județul Gorj este deocamdată un ciot. Puteți ajuta Wikipedia prin completarea lui.